# Horoscope
"Horoscope" är en sång från 1976, skriven av Harpo. Den finns med på Harpos fjärde studioalbum Smile (1976), men utgavs även som singel samma år.
På de flesta utgåvor är "Jessica" B-sida, men på den svenska utgåvan är "Freedom Bird" B-sida. Skivan producerades och arrangeras av Bengt Palmers.

## Låtlista
1. "Horoscope" – 3:30
2. "Jessica" – 3:30

Den svenska utgåvan
1. "Horoscope" – 3:30
2. "Freedom Bird" – 1:59

## Listplaceringar
| Lista (1976–1977) | Topplacering |
| ----------------- | ------------ |
| Sverige           | 8            |
| Österrike         | 17           |